# Književni kanon
Književni kanon (prema grčkom ϰανών, kanṓn, »stabljika trstike«, mjerilo) skupina je književnih djela koje neka skupina smatra središnjima svojoj kulturi, odnosno oprimjerenjem njezinih estetičkih ili ideoloških vrijednosti. Ovaj je pojam nastao u znanstvenom polju povijesti književnosti krajem 18. stoljeća, a najčešće se odnosi na univerzalistički, takozvani Zapadni kanon.
Pojam književnoga kanona također se upotrebljava za središnja djela pojedine struje književnosti, autora ili teorijske škole, što se očituje u pojmovima poput hrvatskoga kanona, Tolkienova kanona ili marksističkoga kanona.

## Zapadni kanon
Zapadni kanon jest skupina djela koja se smatraju izrazito vrijednima u kulturi Zapadnoga svijeta te nazivaju »klasicima«. Ova skupina osim književnosti obuhvaća i druge umjetnosti, poput glazbe i slikarstva. Osnovno mu je obilježje ideja univerzalnosti – teza da pojedina djela imaju opću vrijednost za čovječanstvo u cjelosti, što mnoge poststrukturalističke kritike opovrgavaju, osobito uz primjedbe da je ovaj kanon usredotočen ponajprije na djela anglofonih zemalja. Noviji diskurs o književnom kanonu zbog toga teži uključenju šireg spektra kultura u Zapadni kanon.
Veliki autori tradicionalnoga Zapadnog kanona uključuju pisce poput Aristotela, Dantea Alighierija, Miguela de Cervantesa, Williama Shakespearea, Charlesa Dickensa i drugih, uglavnom europskih i sjevernoameričkih književnika. Tijekom 20. stoljeća, međutim, on se proširio na žensku, postkolonijalnu i književnost LGBT autora, kao i na djela ostalih marginaliziranih skupina. To je proširenje imalo velik utjecaj na razumijevanje pojma »književnosti«, a književne vrste koje su dosad bile otpisivane (poput dječje književnosti, dnevnika i pisama) postale su predmet znanstvenih istraživanja. Zapadni se kanon također proširio na književnost drugih kontinenata: Afrike (s piscima poput Chinue Achebea, Nadine Gordimer, J. M. Coetzeeja), Azije (Haruki Murakami, Orhan Pamuk, Mo Yan) i Južne Amerike (Gabriela Mistral, Pablo Neruda), čiji su autori tijekom 20. stoljeća počeli biti nagrađivani međunarodnim nagradama poput Nobelove nagrade i nagrade Booker.
Sukladno tomu, tradicionalni je književni kanon Zapadnoga svijeta krajem 20. stoljeća postao znatno manje kredibilan. Povjesničari poput Todda M. Comptona stoga nalažu da ne postoji jedinstveni, univerzalni kanon, već da je u pitanju uvijek više njih, međusobno sukobljenih i namijenjenih različitim svrhama.

## Vanjske poveznice
- Kanon, književni, Leksikon Marina Držića
- Infinite Canons: a Few Axioms and Questions, And In Addition, a Proposed Definition, Todd M. Compton (engleski)